# El unicornio (novela)
El unicornio es una novela del escritor argentino Manuel Mujica Láinez. Fue publicada  en 1965 por Editorial Sudamericana. El libro pertenece al género de literatura fantástica y narra la leyenda medieval del hada Melusina, hechizada por su madre.

## Sinopsis
La historia trata sobre un hada llamada Melusina, quien era, junto a sus dos hermanas, hija del rey de Escocia y un hada. Ya que su padre no cumplió la promesa que le hizo a su madre en la boda, las hermanas generaron resentimiento durante toda su vida, y cuando se recibieron de la escuela de magia, encerraron a su padre en una montaña. Su madre, por razones que no son explícitas, se puso furiosa y le dio a cada una un castigo. A Melusina la condenó a metamorfosearse cada sábado en una mujer mitad serpiente mitad humano, a la cual su marido –si se casaba- no debía ver ni enterarse, si no sufriría la pena de la inmortalidad. El hada se enamoró de un príncipe y juntos formaron una familia, la que, sin razón conocida –para él-, estaba formada por niños terriblemente feos, pero que igualmente tenían el amor de sus padres. Un sábado, el esposo decide espiar a Melusina, lo que la obliga a huir del castillo aún en su forma metamórfica y a pasar sola muchos años de vida (años en los que ella ve morir y nacer muchas generaciones siguientes). Pero siendo invisible. Mucho tiempo después, mientras espiaba a un caballero con un cuerno de unicornio, vio llegar una carreta repleta de hombres, uno de ellos era un joven doncel idéntico a su difunto esposo, que tenía por nombre Aiol. El chico resultó ser el hijo bastardo de un noble de Lusignan y una mujer llamada Berta. Melusina tiene un fuerte enamoramiento con el adolescente, y crea una conexión telepática que le permite trasmitirle conocimientos, y hasta su propia imagen para que la talle. Luego de unos cuantos eventos, Aiol se convierte en caballero, siempre teniendo a Melusina cuidando su espalda. Un día, mientras estaban en una cruzada, ella se despertó sintiendo sensaciones desconocidas pero a la vez lejanas, y se dio cuenta de que había recuperado su forma humana, pero con el sexo equivocado, por lo que cambia de nombre a Melusín de Pleurs. Luego de haber buscado ropa y un caballo, decide presentarse ante Aiol como un caballero, quien le pidió ayuda para enterrar a su padre Ozil. Ambos congeniaron bien, pero ella sentía su amor imposible, dado que había vuelto en el cuerpo de un hombre. Luego de un largo camino de aventuras, llegan al sendero del unicornio, que tiene riquezas para quienes llegan al final. Es el paraíso. Cuando llegan al templo, una mujer los recibe, y le da un papiro a Aiol, pero a cambio le pide un beso. Aiol, el último en la dinastía de la descendencia Lusignan, se arroja al acantilado y muere clavándose su propia lanza. Melusina, ahogada en llantos, vuelve a su antiguo hogar completamente sola.